# Liste der von Tschetschenen bewohnten Orte in der Türkei
Die Liste der von Tschetschenen bewohnten Orte in der Türkei listet alle 24 Dörfer und Kleinstädte in der Republik Türkei, in denen Tschetschenen in nennenswerter Zahl leben, auf. Die Tschetschenen kamen nach dem Kaukasuskrieg 1817–1864 und dem Russisch-Türkischen Krieg 1877–1878 als Flüchtlinge ins Osmanische Reich. Die Tschetschenen wurden in verschiedenen Orten im Osmanischen Reich angesiedelt. Ein Teil der Tschetschenen gründete Ortschaften, die heute in der Republik Türkei liegen. Die Nachfahren dieser tschetschenischen Flüchtlinge leben heute noch in diesen Orten. Außerdem bietet diese Liste eine Auswahl von unter Tschetschenen gebräuchlichen Namen der Ortschaften. Die Tschetschenen in den türkischen Großstädten werden in dieser Liste nicht berücksichtigt.

## Liste
| Offizieller Name | Alter Name     | Objekt     | Bevölkerung (Stand 2010) | Landkreis | Provinz       | Besonderheiten                          |
| ---------------- | -------------- | ---------- | ------------------------ | --------- | ------------- | --------------------------------------- |
| Ağaçlı           | Anavarza       | Dorf       | 98                       | Ceyhan    | Adana         |                                         |
| Alaçayır         |                | Dorf       | 42                       | Şarkışla  | Sivas         |                                         |
| Altınyayla       |                | Dorf       | 895                      | Andırın   | Kahramanmaraş |                                         |
| Aşağıborandere   | Şeşen Jambotey | Dorf       | 93                       | Pınarbaşı | Kayseri       | auch Tscherkessen beheimatet            |
| Aydınalan        | İslamsor       | Dorf       | 233                      | Kars      | Kars          |                                         |
| Bağiçi           |                | Dorf       | 196                      | Varto     | Muş           | auch Kurden beheimatet                  |
| Bozkurt          |                | Dorf       | 95                       | Şarkışla  | Sivas         |                                         |
| Canabdal         |                | Dorf       | 41                       | Şarkışla  | Sivas         |                                         |
| Çardak           |                | Kleinstadt | 1.985                    | Göksun    | Kahramanmaraş |                                         |
| Çınardere        |                | Dorf       | 145                      | Biga      | Çanakkale     |                                         |
| Çöğürlü          | Arınç          | Dorf       | 1.768                    | Muş       | Muş           | auch Kurden beheimatet                  |
| Demirköprü       |                | Dorf       | 28                       | Şarkışla  | Sivas         |                                         |
| Dikilitaş        |                | Dorf       | 178                      | Ceyhan    | Adana         | auch Kurden und Tscherkessen beheimatet |
| Gücüksu          | Behliöyl       | Dorf       | 249                      | Göksun    | Kahramanmaraş |                                         |
| Kahvepınar       |                | Dorf       | 16                       | Şarkışla  | Sivas         | auch Osseten beheimatet                 |
| Karalık          |                | Dorf       | 932                      | Sorgun    | Yozgat        | auch Tscherkessen beheimatet            |
| Kazancık         |                | Dorf       | 61                       | Şarkışla  | Sivas         |                                         |
| Kesikköprü       |                | Dorf       | 174                      | Saraykent | Yozgat        | auch Kurden beheimatet                  |
| Kıyıbaşı         | Arıncık        | Dorf       | 241                      | Muş       | Muş           | auch Kurden beheimatet                  |
| Serinova         |                | Kleinstadt | 2.553                    | Muş       | Muş           | auch Kurden beheimatet                  |
| Yenigazi         |                | Dorf       | 612                      | Sarıkamış | Kars          |                                         |
| Tepeköy          |                | Dorf       | 457                      | Varto     | Muş           | auch Kurden beheimatet                  |
| Ulusırt          | Çerkez Eynan   | Dorf       | 111                      | Varto     | Muş           |                                         |
| Yukarıhüyük      |                | Dorf       | 109                      | Kangal    | Sivas         |                                         |